# Sättelstädt
Sättelstädt ist ein Ortsteil der thüringischen Gemeinde Hörselberg-Hainich im Wartburgkreis.

## Geografie
Sättelstädt liegt im Osten des Wartburgkreises, etwa 15 Kilometer östlich von Eisenach im Tal der Hörsel an der südöstlichen Abdachung der Hörselberge. In Sättelstädt mündet die Emse in die Hörsel.

## Geschichte
Sättelstädt wird in einer Urkunde vom 30. Dezember 1015 oder 1018 als Setinstete ersterwähnt. In dieser übereignet Kaiser Heinrich II. dem Kloster Fulda den Wildbann in dem thüringischen Gau und der Mark Lupenzo (um Großenlupnitz). Der Ort gehörte zwischen 1458 und 1837 zum Uetterodtschen Gericht (ab 1640 im Herzogtum Sachsen-Gotha).

Sättelstädt war von 1991 bis 1995 Sitz der Verwaltungsgemeinschaft Sättelstädt.
Die Eingemeindung nach Hörselberg erfolgte am 1. Januar 1996; Hörselberg ging 2007 in der Gemeinde Hörselberg-Hainich auf.

## Sage
Auf dem Rundwanderweg Die schönen Unbekannten finden sich so manche Sagen. So auch die Reinswig-Sage am Großen Drachenstein, eine der ältesten Eichen im Gemeindegebiet von Wutha-Farnroda, an welcher eine Infotafel über die  Entstehung der Gemeinde Sättelstädt berichtet:
„Der damalige König von England erhob ein Mädchen namens Reinswig aus niedrigem Stand aber von großer Schönheit zur Königin. Die beiden liebten sich aus vollem Herzen. Jedoch kam es, dass ihr geliebter Gemahl verstarb. Weil sie ihm für immer treu bleiben wollte, betete sie für die Erlösung seiner Seele. Ihr wurde gesagt, dass der König sein Fegefeuer im weiten Thüringen hatte, im Berg Hörselberg und so begab es sich, dass die fromme und schöne Königin nach Thüringen reiste und sich am Fuße des Berges eine Kapelle bauen ließ, um zu beten.“ – „Nach und nach entstand ein Dorf, denn ihre große Dienerschaft brachte den Händlern der Gegend gutes Geschäft. Eines Tages erschienen ihr die Geister des Bösen und zusammen mit dem Geschrei, welches des Öfteren vom Bergesinnern zu hören war, glaubte sie, der Satan hauste hier. Also nannte sie den Ort Satanstedt und da Sprache lebt, wurde aus Satanstedt Sättelstädt.“

## Verkehr

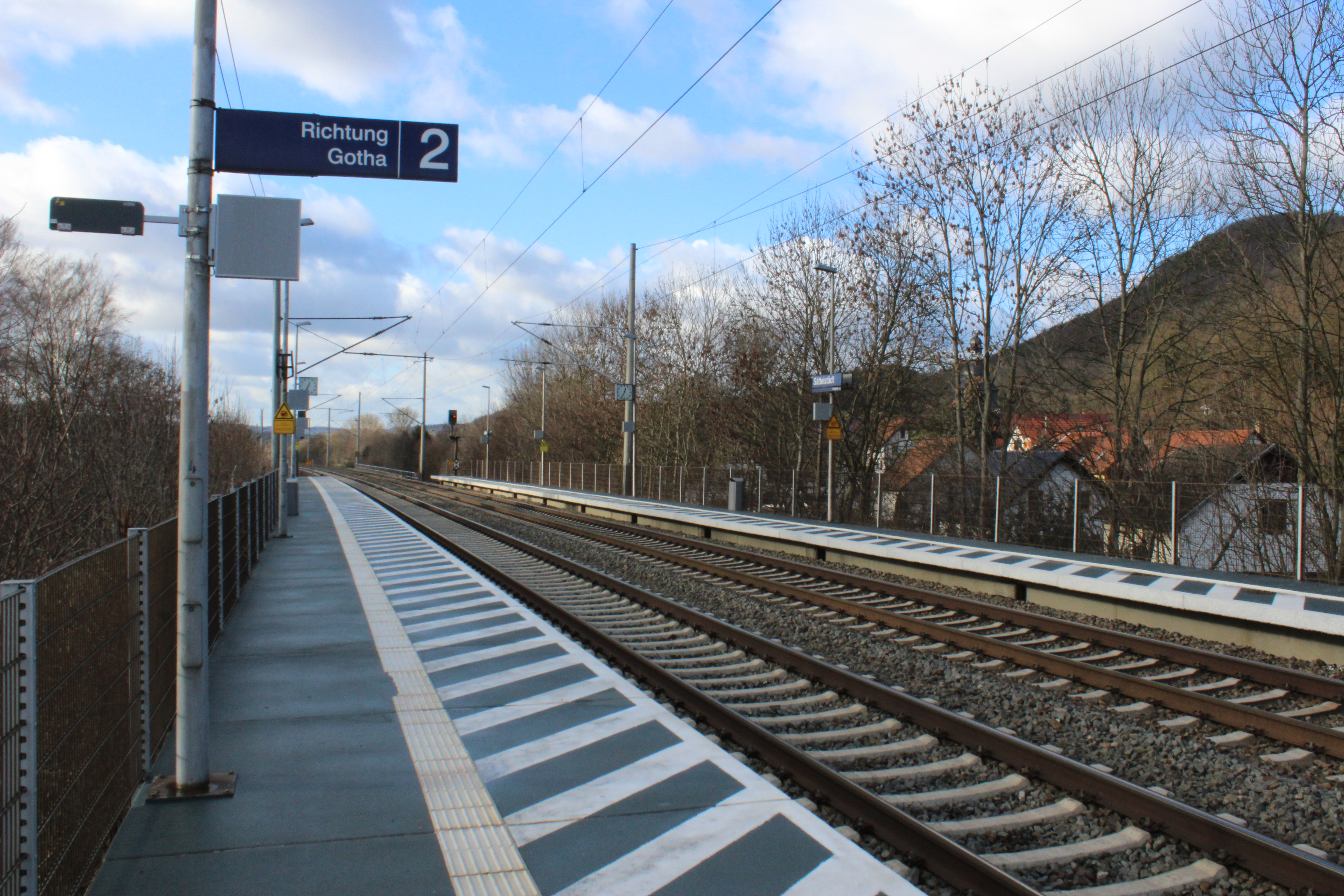
Haltepunkt Sattelstädt (2019)

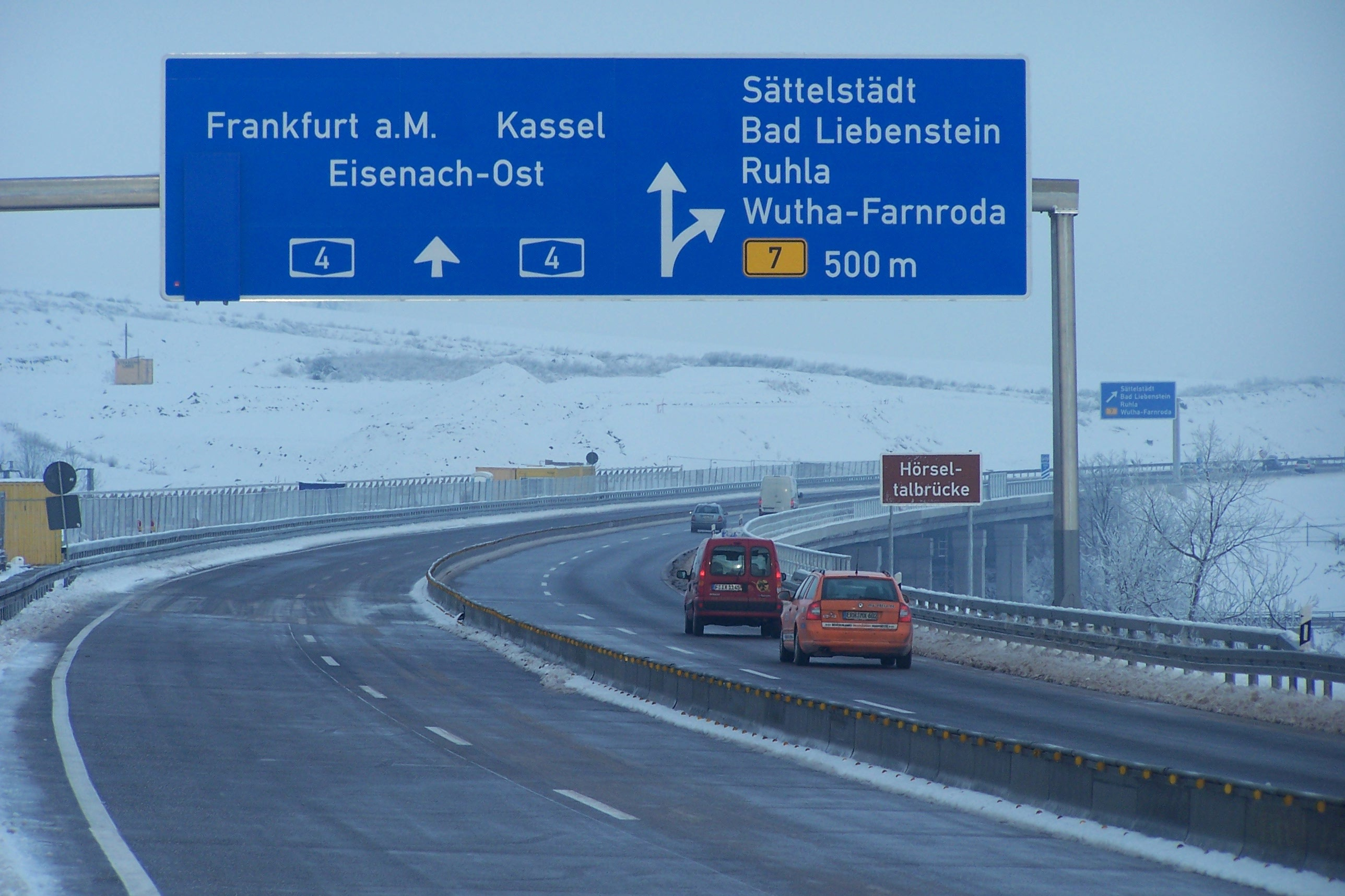
Abfahrt Sättelstädt an der A4 und Hörseltalbrücke (2010)

Östlich des Ortes verläuft die Bundesautobahn 4 mit der Anschlussstelle Sättelstädt, von welcher die Bundesstraße 7 in Richtung Gotha führt. Die Landesstraße 3007 verbindet Sättelstädt mit Wutha-Farnroda und Eisenach im Westen und der A4 und B7 im Osten.
Die Thüringer Bahn führt durch den Ort und verfügt seit 1994 über einen Haltepunkt für den Regionalverkehr (siehe Bild links). Hier bedient im Stundentakt die RB 20 (Abellio Rail Mitteldeutschland) Sättelstädt mit Eisenach, Erfurt oder Leipzig 
Die Verkehrsgemeinschaft Wartburgregion sichert den ÖPNV mittels mehrerer Omnibuslinien. Damit können die Nutzer Nachbarorte bequem erreichen.

## Sehenswürdigkeiten
- Die wohl wichtigste Sehenswürdigkeit des Ortes ist die Johanneskirche (im Bild links vorne). Sie birgt u. a. zwei Glocken aus dem Jahre 1646, die ein Gewicht von 556 kg und 340 kg haben.

## Töchter und Söhne des Ortes
- Georg Heinrich Lux (1779–1861), Schullehrer, Organist und Komponist
- Dagmar Schipanski (1943–2022), Wissenschaftlerin und Politikerin (CDU)